# 郑曾同
郑曾同（1915年—1980年），男，安徽黟县人，中国数学家，曾任中国数学会理事，第三届全国人大代表，第五届全国政协委员。